# 海尼夫拉
海尼夫拉是非洲北部國家摩洛哥的城市，由梅克內斯-塔菲拉勒特大區負責管轄，距離非斯160公里和馬拉喀什300公里，海拔高度860米，超過98%居民是柏柏爾人，截止至2014年人口普查数据，其人口数量为为117510人。

## 历史
几个世纪以来，海尼夫拉一直是Zayanes的主要城镇。因此，它在Zaian战争中有着重要的军事地位。1914年6月10日，法国将军Paul Prosper Henrys计划并领导了一次对海尼夫拉的袭击。他将三支部队，总计14,,000名士兵，投放到了海尼夫拉来与Zayanes争夺其控制权。三支军队分别由Henri Claudel 中校、NoëlGarnier-Duplessix上校以及Gaston Cros上校带领。Mouha ou Hammou Zayani曾率领军队试图阻止这场战争，但最终没有成功。于是法国控制了海尼夫拉地区，但也因此损失了约600名士兵。除了领导Zayanes之外，Hammou还在20世纪早期负责海尼夫拉的发展，监督了该镇住宿和清真寺的发展。

## 32°56′22″N5°40′3″W/32.93944°N 5.66750°W/32.93944; -5.66750参考资料
1. ↑  .   [2018-08-01]. 原始内容存档于2016-07-01.

## 外部連結
- Khenifra city website （页面存档备份，存于）